# Крек, Янез
Янез Эвангелист Крек (словен. Janez Evangelist Krek; 27 ноября 1865, Sveti Gregor, Рибница — 8 октября 1917, Шентянж, Севница) — словенский социолог, литератор, политический и профсоюзный деятель христианско-социалистического толка, кооператор, католический священник, капеллан. Поклонник украинского национального движения в Австро-Венгрии и творчества поэта Тараса Шевченко. Один из ранних идеологов создания Государства южных славян – Югославии.

## Биография
Янез Крек родился в крестьянской семье и рано остался без отца. В 1884 году в Любляне окончил Первую Национальную гимназию. После окончания государственной гимназии в Любляне в 1884 году он поступил в римско-католическую семинарию. Он был рукоположен в священники в 1888 году и отправлен на теологический факультет в Вене епископом Якобом Миссиа. 
Там он познакомился с новым австрийским христианско-социальным движением харизматичного политика Карла Люгера. Уже в ранние годы в Вене, находясь под влиянием ультраконсервативной мысли епископа Крка Антона Махнича и энциклики Rerum novarum, Крек публиковал критические статьи против либерализма, в особенности подвергая нападкам либеральную экономическую систему как антисоциальную и антидемократическую. 
Некоторое время работал капелланом. В августе 1892 года он стал викарием собора Св. Николая в Любляне и с того же года преподавал философию как свободный преподаватель в Католической семинарии в Любляне. В 1895 возглавил вновь созданную кафедру фундаментальной теологии и томистской философии, которую он занимал до отставки в 1916 году.
Членом парламента впервые избран в 1897 году от консервативной Словенской народной партии, в которой, однако, возглавлял христианско-демократическое крыло. Хотя Крек проявил себя как сильный парламентский оратор, но работой в Венском парламенте не был доволен, поэтому в октябре 1900 года отказался от мандата. В 1901 году избран в Земский собор, членом которого он оставался после его переизбрания в 1908 и 1913 годах вплоть до смерти.

## Политические идеи
В 1890-х годах Крек провозгласил программу освобождения словенских трудящихся от эксплуатации банкирами, ростовщиками и скупщиками путём создания потребительской и кредитно-сбытовой кооперации; запрещения разделов крестьянских хозяйств; налоговой реформы, а также продажи рабочим акций промышленных предприятий. В этом духе в 1894 году основал Католическое рабочее общество, а между 1898 и 1907 годами организовал широкую сеть кооперативов на селе и несколько рабочих кооперативов в городах, а также преобразовал Словенскую народную партию из консервативно-клерикальной партии в массовое политическое движение, пропагандирующее социальное освобождение на основе католического социального учения. 
В результате такой мобилизации партия одержала убедительную победу на первых выборах всеобщим голосованием в 1907 году, получив 20 из 24 словенских мест в австрийском парламенте. Крек был среди избранных. Он предложил ряд мер по внедрению социального обеспечения, но его часто блокировало правоконсервативное руководство собственной партии во главе с могущественным Иваном Шустершичем. В 1909 году Крек основал Югославскую трудовую ассоциацию (Jugoslovanska strokovna zveza), которая стала и оставалась крупнейшим профсоюзом на словенских землях до своего роспуска в 1941 году.
Крек был убежденным сторонником идеи политического, экономического и культурного единства южнославянских народов. Его целью было создание на основе традиций хорватского государственного права единого государства южных славян с последующим преобразованием дуалистической Австро-Венгрии на условиях триализма (Австрия, Венгрия, югославянские земли). Уже в конце 1890-х годов онь с этим подтекстом убедил Словенскую народную партию искат тесного союза с Хорватской партией права Анте Старчевича. Многие более поздние комментаторы, включая историка Лойзе Уде и коммунистического политика Бориса Кидрича, упрекали его в «славянском романтизме» и «югославском национализме».
В 1917 году Крек выступил автором так называемой Майской декларации (Majniška deklaracija), в которой предлагалось создать государственное объединение южных славян под властью Габсбургов. Декларация развилась в массовое движение в словенских землях, и Крек много путешествовал по Далмации и Боснии и Герцеговине, чтобы популяризировать эту идею и там. Возвращаясь из одной из таких своих поездок, он умер от истощения. Его идеалы были реализованы только после его смерти и распада Австро-Венгрии, сначала с созданием Государства словенцев, хорватов и сербов, а затем Королевства сербов, хорватов и словенцев.

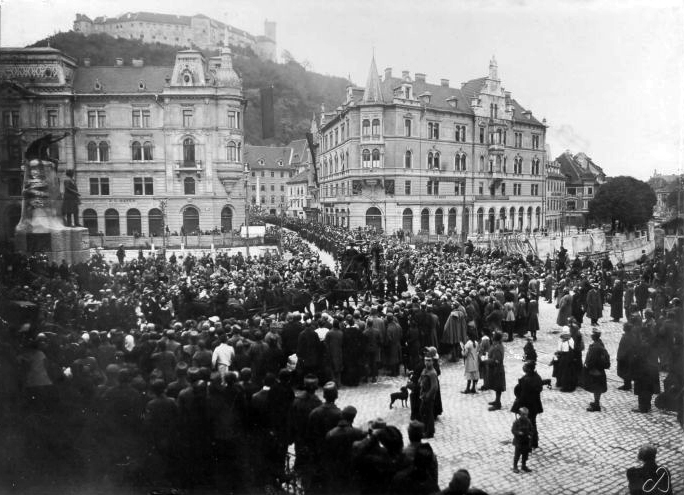
Похороны Крека в Любляне.

## Творчество
Писал социальные рассказы (сборник «Черный букварь крестьянской науки», 1895). Из злободневной социальной и политической публицистики из-под его пера вышли около 6000 газетных статей и 600-страничная книга «Социализм» (1901). Он также написал толкование историй из Священного Писания (начатое Франчишеком Лампе для Общества Святого Гермагора, или Мохорья по-словенски).
Хорошо знал украинский язык, фольклор и литературу, увлекался творчеством Тараса Шевченко. Выступал на Шевченковских вечерах в Вене, о чем было упомянуто во львовском журнале «Заря» (1897, ч. 10). Популяризировал украинское народное творчество среди молодежи. Любовь к украинскому слову привил поэтам Йосипу Абраму, А. Жупанчичу, А. Эрьявцу, А. Мерхару и другим, давал им читать в оригинале украинские песни и думы, стихи Шевченко.
Иосиф Абрам посвятил Янезу Креку свой перевод на словенский язык «Кобзаря» Тараса Шевченко.